# Röra kyrka
Röra kyrka är en kyrkobyggnad i Orust kommun. Den tillhör Röra församling i Göteborgs stift.

## Kyrkobyggnaden
Tidigast kända kyrkan på platsen var av trä och ersattes 1635 av en stenkyrka som revs 1846. 
Nuvarande kyrka uppfördes åren 1846-1848 efter ritningar av arkitekt Johannes Gunnarsson. Kyrkan har en stomme natursten och består av långhus med tresidigt kor i öster och torn i väster. Öster om koret finns en vidbyggd sakristia. År 1912 byggdes tornhuven om och 1986 uppfördes nuvarande sakristia vid östra väggen.

## Inventarier

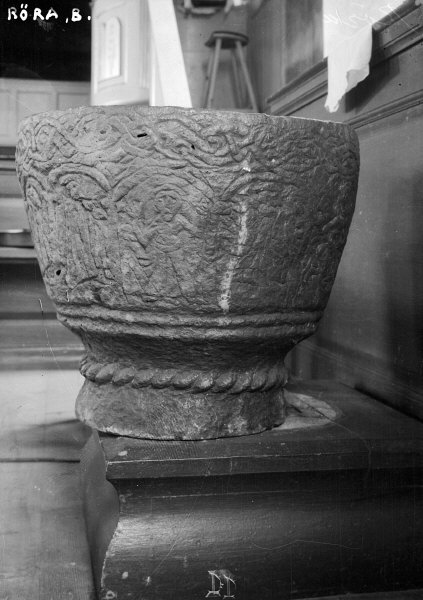
Dopfunten.

- Dopfunt av täljsten tillverkad i förra delen av 1100-talet i en del. Höjd: 52 cm. Cuppan är cylindrisk något skrånande nedåt med ett kort skaft försett med en repstav. Cuppan har rik ornamentik på sidan: upptill bandslingor i flätverk som fortsätter runt den övre kanten samt inom arkadbågar figurer och figurscener. Tekniken är ovanlig i sin grundhet, som närmast verkar skuren. Uttömningshål finns i centrum och större skador saknas. Funten tillhör tillsammans med den i Torsby kyrka en egen grupp med för Bohuslän unik form, möjligen utförda av samme mästare, som Sven Hallbäck benämner Torsbymästaren.[1]
- Predikstolen i nyklassicistisk stil är samtida med nuvarande kyrka. Predikstolen består av rund korg, runt ljudtak, trappa samt ryggstycke.

### Orgel
Den ursprungliga orgeln från 1883 var tillverkad av Salomon Molander. Nuvarande orgelverk från 1959 är tillverkat av Hammarbergs Orgelbyggeri AB och har nitton stämmor fördelade på två manualer och pedal.